# Kōfu, Yamanashi
Kōfu (甲府市 (Giáp Phủ thị) Kōfu-shi) là tỉnh lỵ và là một đô thị loại đặc biệt thuộc tỉnh Yamanashi, vùng Chūbu, Nhật Bản.

## Địa lý

### Khí hậu
| Dữ liệu khí hậu của Kōfu                 | Dữ liệu khí hậu của Kōfu | Dữ liệu khí hậu của Kōfu | Dữ liệu khí hậu của Kōfu | Dữ liệu khí hậu của Kōfu | Dữ liệu khí hậu của Kōfu | Dữ liệu khí hậu của Kōfu | Dữ liệu khí hậu của Kōfu | Dữ liệu khí hậu của Kōfu | Dữ liệu khí hậu của Kōfu | Dữ liệu khí hậu của Kōfu | Dữ liệu khí hậu của Kōfu | Dữ liệu khí hậu của Kōfu | Dữ liệu khí hậu của Kōfu |
| Tháng                                    | 1                        | 2                        | 3                        | 4                        | 5                        | 6                        | 7                        | 8                        | 9                        | 10                       | 11                       | 12                       | Năm                      |
| ---------------------------------------- | ------------------------ | ------------------------ | ------------------------ | ------------------------ | ------------------------ | ------------------------ | ------------------------ | ------------------------ | ------------------------ | ------------------------ | ------------------------ | ------------------------ | ------------------------ |
| Cao kỉ lục °C (°F)                       | 20.2 (68.4)              | 25.4 (77.7)              | 28.8 (83.8)              | 33.1 (91.6)              | 35.2 (95.4)              | 38.3 (100.9)             | 40.4 (104.7)             | 40.7 (105.3)             | 38.0 (100.4)             | 33.8 (92.8)              | 29.6 (85.3)              | 24.9 (76.8)              | 40.7 (105.3)             |
| Trung bình ngày tối đa °C (°F)           | 9.1 (48.4)               | 10.9 (51.6)              | 15.0 (59.0)              | 20.7 (69.3)              | 25.3 (77.5)              | 27.8 (82.0)              | 31.6 (88.9)              | 33.0 (91.4)              | 28.6 (83.5)              | 22.5 (72.5)              | 16.7 (62.1)              | 11.4 (52.5)              | 21.0 (69.8)              |
| Trung bình ngày °C (°F)                  | 3.1 (37.6)               | 4.7 (40.5)               | 8.6 (47.5)               | 14.0 (57.2)              | 18.8 (65.8)              | 22.3 (72.1)              | 26.0 (78.8)              | 27.1 (80.8)              | 23.2 (73.8)              | 17.1 (62.8)              | 10.8 (51.4)              | 5.4 (41.7)               | 15.1 (59.2)              |
| Tối thiểu trung bình ngày °C (°F)        | −2.1 (28.2)              | −0.7 (30.7)              | 3.1 (37.6)               | 8.4 (47.1)               | 13.7 (56.7)              | 18.3 (64.9)              | 22.3 (72.1)              | 23.3 (73.9)              | 19.4 (66.9)              | 13.0 (55.4)              | 5.9 (42.6)               | 0.3 (32.5)               | 10.4 (50.7)              |
| Thấp kỉ lục °C (°F)                      | −19.5 (−3.1)             | −17.2 (1.0)              | −11.4 (11.5)             | −4.6 (23.7)              | −0.6 (30.9)              | 5.4 (41.7)               | 12.6 (54.7)              | 13.2 (55.8)              | 6.0 (42.8)               | −1.8 (28.8)              | −6.0 (21.2)              | −11.7 (10.9)             | −19.5 (−3.1)             |
| Lượng Giáng thủy trung bình mm (inches)  | 42.7 (1.68)              | 44.1 (1.74)              | 86.2 (3.39)              | 79.5 (3.13)              | 85.4 (3.36)              | 113.4 (4.46)             | 148.8 (5.86)             | 133.1 (5.24)             | 178.7 (7.04)             | 158.5 (6.24)             | 52.7 (2.07)              | 37.6 (1.48)              | 1.160,7 (45.70)          |
| Lượng tuyết rơi trung bình cm (inches)   | 9 (3.5)                  | 11 (4.3)                 | 1 (0.4)                  | 0 (0)                    | 0 (0)                    | 0 (0)                    | 0 (0)                    | 0 (0)                    | 0 (0)                    | 0 (0)                    | 0 (0)                    | 1 (0.4)                  | 23 (9.1)                 |
| Số ngày giáng thủy trung bình (≥ 0.5 mm) | 4.7                      | 5.2                      | 9.0                      | 8.3                      | 8.9                      | 12.0                     | 12.3                     | 10.4                     | 10.8                     | 9.7                      | 6.1                      | 4.9                      | 102.2                    |
| Độ ẩm tương đối trung bình (%)           | 55                       | 52                       | 55                       | 57                       | 62                       | 69                       | 72                       | 70                       | 71                       | 71                       | 67                       | 60                       | 64                       |
| Số giờ nắng trung bình tháng             | 209.1                    | 195.4                    | 206.3                    | 206.1                    | 203.9                    | 149.9                    | 168.2                    | 197.0                    | 150.9                    | 159.6                    | 178.6                    | 200.9                    | 2.225,8                  |
| Nguồn: Cục Khí tượng Nhật Bản            |                          |                          |                          |                          |                          |                          |                          |                          |                          |                          |                          |                          |                          |